# Microcrambus immunellus
Microcrambus immunellus là một loài bướm đêm trong họ Crambidae.